# (1144) Oda
(1144) Oda es el asteroide número 1144 perteneciente al cinturón exterior de asteroides. Fue descubierto por el astrónomo Karl Wilhelm Reinmuth  desde el observatorio de Heidelberg, el 28 de enero de 1930. Su designación alternativa es 1930 BJ. Se desconoce la razón del nombre.

## Características orbitales
Oda forma parte del grupo asteroidal de Hilda.